# Vranovci
Vranovci – wieś w Chorwacji, w żupanii brodzko-posawskiej, w gminie Bukovlje. W 2011 roku liczyła 644 mieszkańców.